# فتح أباد (ماجين)
فتح أباد (بالفارسية: فتح‌آباد) هي قرية تقع في إيران في قسم ماجين الريفي. يقدر عدد سكانها بـ 60 نسمة .